# Nedra Gässmyrtjärnen
Nedra Gässmyrtjärnen är en sjö i Ljusdals kommun i Hälsingland och ingår i Ljusnans huvudavrinningsområde.